# Upper Kalskag
Upper Kalskag é uma cidade localizada no estado americano de Alasca, no Condado de Berrien.

## Demografia
Segundo o censo americano de 2000, a sua população era de 230 habitantes.
Em 2006, foi estimada uma população de 231, um aumento de 1 (0.4%).

## Geografia
De acordo com o United States Census Bureau, a localidade tem uma área de 10,7 km², dos quais 9,8 km² cobertos por terra e 0,9 km² cobertos por água.

## Localidades na vizinhança
O diagrama seguinte representa as localidades num raio de 64 km ao redor de Upper Kalskag.